# Schloss Połczyn-Zdrój
Schloss Połczyn-Zdrój (deutsch Bad Polzin), nach anderen Quellen Manteuffel Schloss, ist ein spätbarockes Schloss in der polnischen Ortschaft Połczyn-Zdrój.

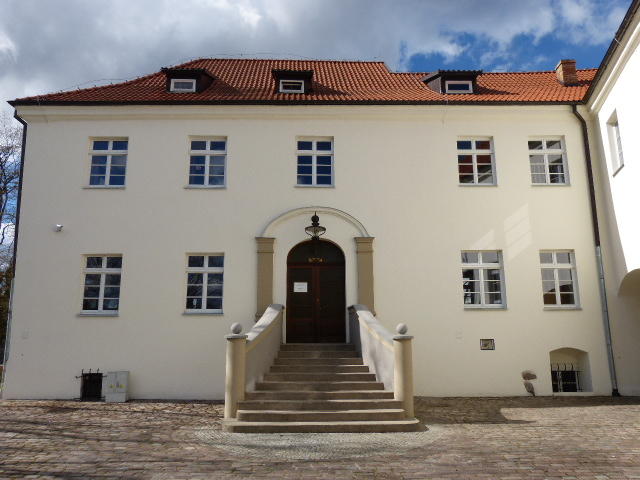
Haupthaus, Innenhof, 2015

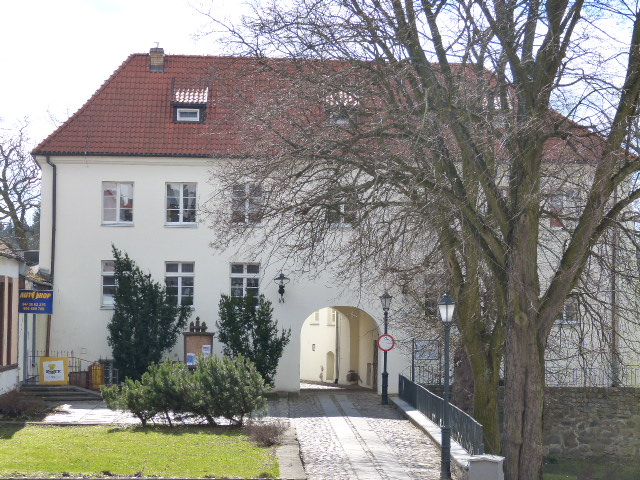
Torhaus, Nordansicht, 2015

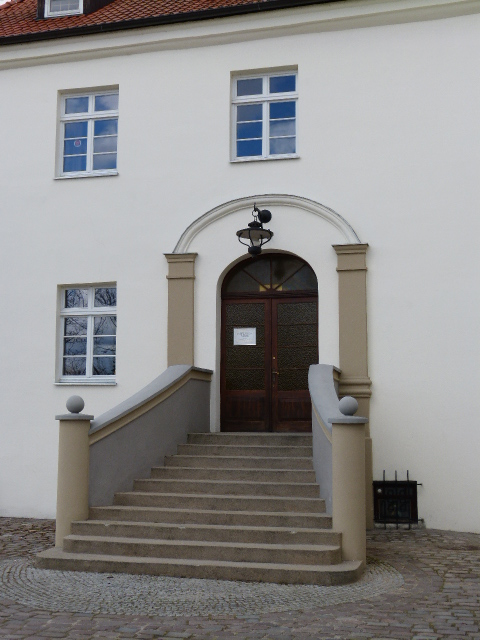
Neues Portal Haupthaus, 2015

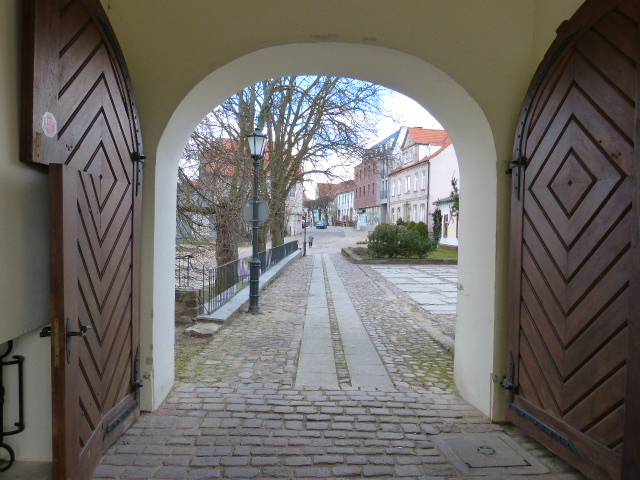
Tor mit Blick auf die Altstadt, 2015

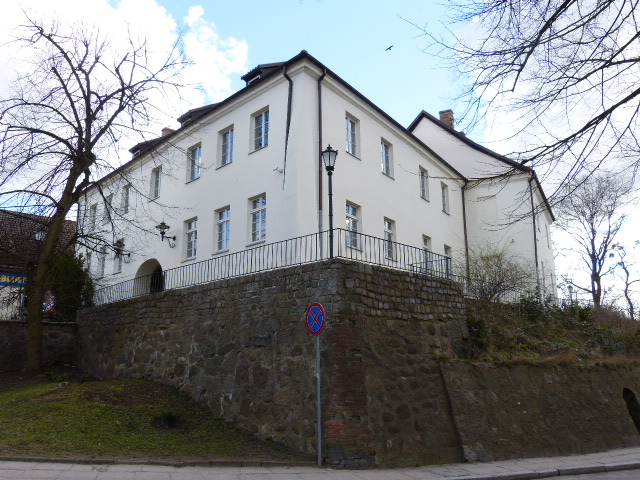
Gesamtfassade Nord-West, 2015

## Lage
Das Schloss wurde nur wenige Meter südwestlich des heutigen Ortskerns auf einer Anhöhe, einst am Polzinschen Busche, innerhalb der heutigen Gemeindegrenzen errichtet.

## Beschreibung
Das in L-Form mit zwei Flügeln errichtete Anwesen, wurde in schlichter Architektur mit spätbarocken Akzentuierungen auf dem Grundriss einer alten Schloss- bzw. Burganlage errichtet. Die Baulichkeiten bestehen aus einem westlichen Haupthaus (Herrenhaus), ein zweigeschossiger Putzbau mit Walmdach, an dem sich ein eingeschossiger Fachwerkbau mit Satteldach anfügte, und einem Nordflügel, ebenfalls zweigeschossig mit Walmdach ausgeführt, das bis heute als Torhaus fungiert. Beide Flügel wurden durch einen Verbindungsbau geschlossen, so dass die bis heute sichtbare Bauform entstand. Die ursprünglichen barocktypischen Gauben (Ochsenaugen und Fledermausgauben) wurde im Zuge der letzten durchgreifenden Schlossrenovierung zwischen 1965 und 1983 ebenso rückgebaut, wie die dominanten ehemaligen Kaminköpfe, die aus den Dachflächen empor ragten. Alte, die Schlossanlage umgebende Wehrmauern, sind heute lediglich als Rudimente vorhanden.
Die heutigen Gebäudeteile entstammen einer Schlossanlage aus dem 16. Jahrhundert, die nach dem Brand der alten ursprünglichen Wehranlage aus dem 15. Jahrhundert, ebenfalls als zweiflügelige Anlage (Nord- und Südflügel) von den damaligen Polziner Grundherren, der Familie von Manteuffel, um 1500 errichtet wurde. Die heutige Anlage wurde zum Teil aus alten Baumaterialien auf historischen Grundmauern, im Norden vermutlich auf altem Grundriss, von der Familie von Krockow errichtet. Wobei die ältesten Feld- und Backsteine der Wehrmauern und der Kellerwände aus dem 15. Jahrhundert stammen. Die Gestaltung der ursprünglichen Fassaden ist nicht mehr bekannt, doch flankierte einst ein quadratischer Turm die Gesamtanlage.
Anton von Krockow ließ um 1770 das alte Schloss von einem unbekannten schlesischen Baumeister neu überplanen und dabei auch die beiden getrennt stehenden Flügel mittels Verbindungsbau verbinden. Die Fassaden eher schlicht gehalten, wurde die Innenausstattung repräsentativer im Stil des Rokoko gestaltet. Als einzige besonders hervorzuhebende gestalterische Elemente, wurden seinerzeit mit Stuck verzierte Portale, u. a. zum Haupthaus, als Korbbogen ausgeführt. Die Fenster wurden rechteckig akzentuiert und im Nordflügel eine eingeschossige Einfahrt zum Hof platziert. Weitere Umbauten erfolgten vermutlich zwischen 1780 und 1782.

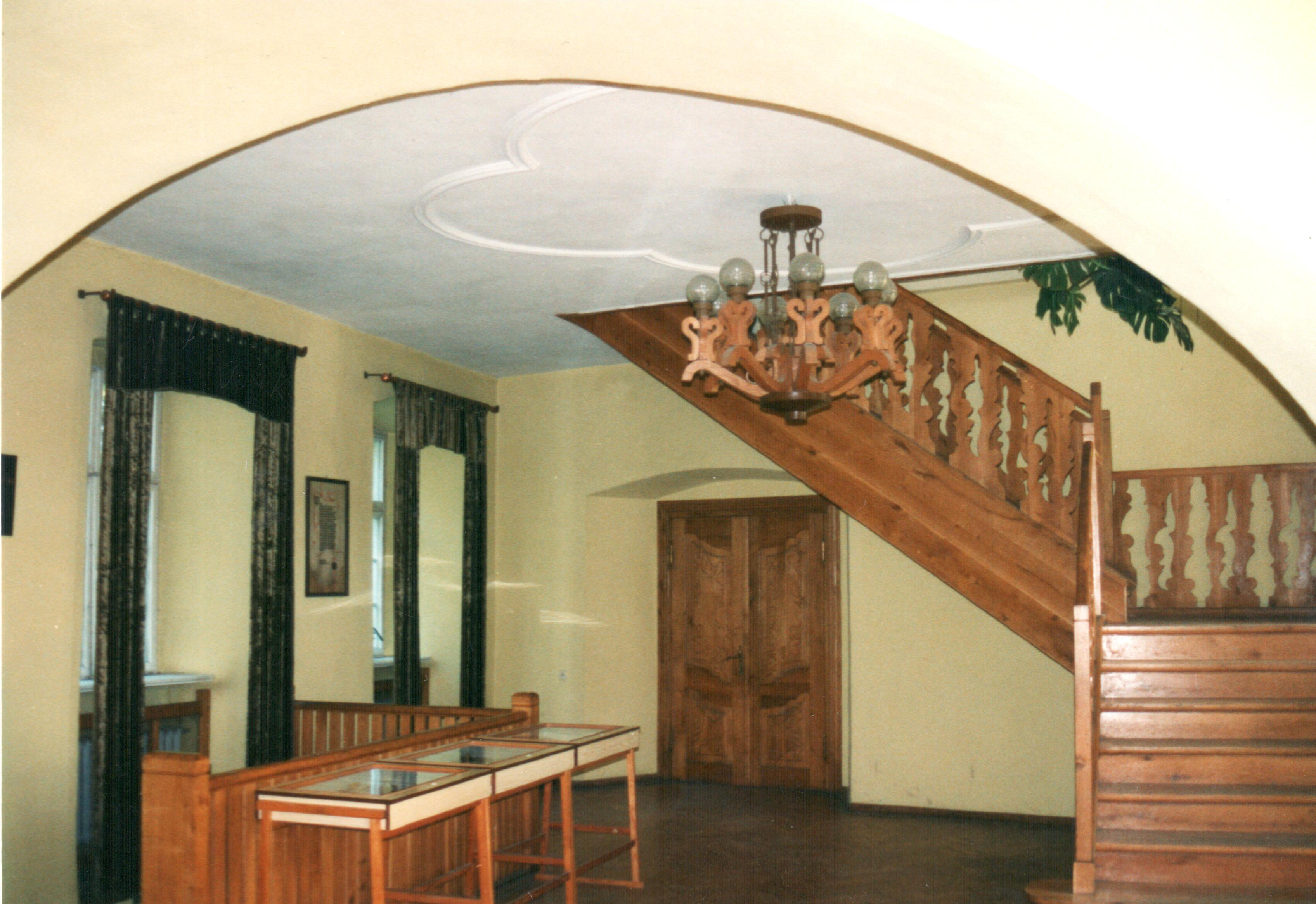
Innenansicht, Diele EG mit Freitreppe (neuzeitlich)
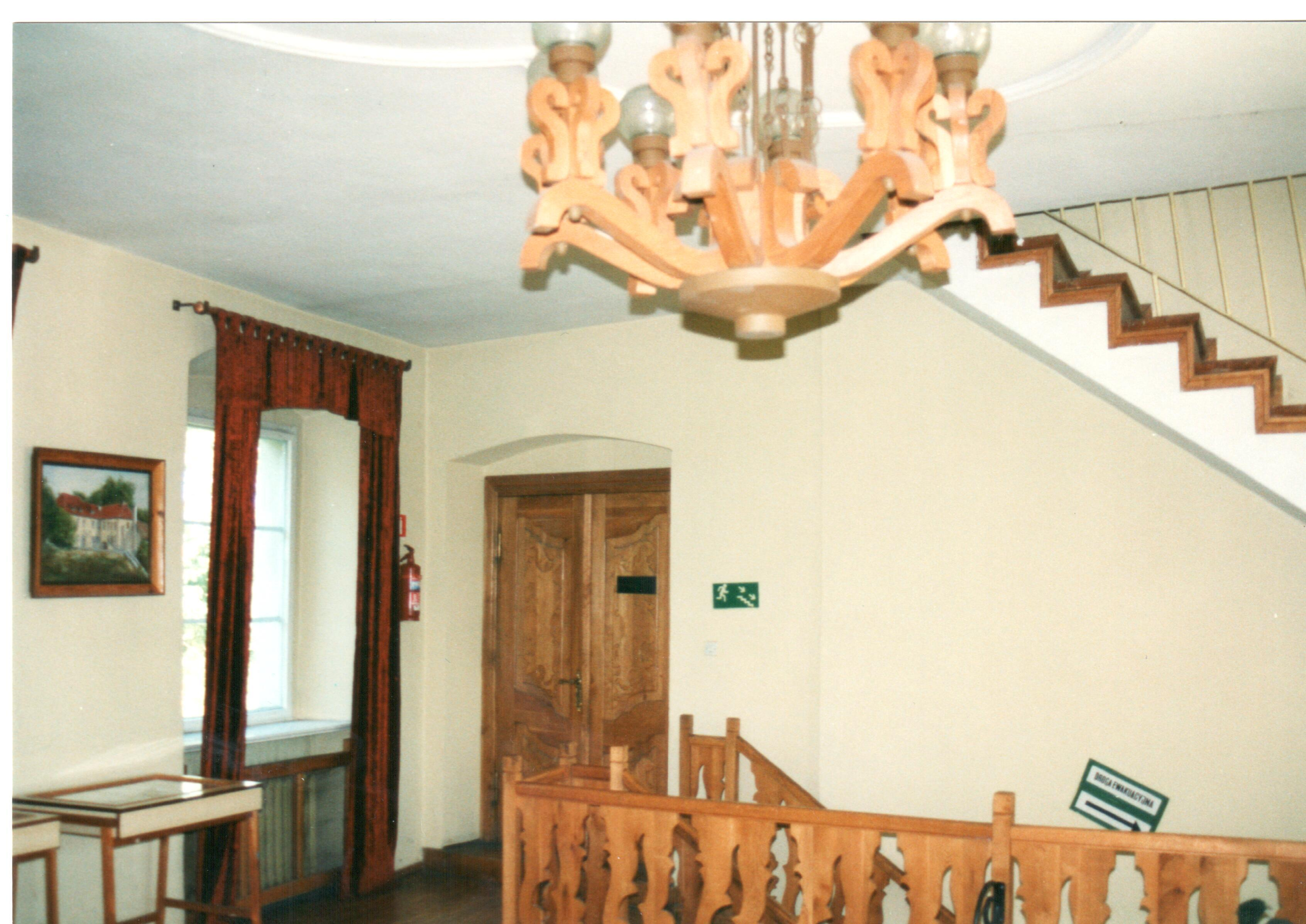
Innenansicht, Flur 1. OG

Im Inneren waren reichlich Stuckarbeiten, wie geleibte unregelmäßige Füllungen und Voluten als rokokotypische Pflanzmotive, an Türen, Decken und Wänden vorzufinden. Begangen wurden die Geschosse über eine große Diele mit einer einläufigen Treppe mit verzierten Stabgeländern.

## Geschichte
Polzin bestand ursprünglich aus Polzin b: Gut und Schloss Polzin mit Jagertow b (heute Ogartowo), Althütten (heute Dobino) und dem Vorwerk (Klein-)Hammerbach (heute Przyrówko) sowie Polzin a: Vorwerk Ziegelwiese (heute Łężka). Ob der heutige Standort des Schlosses identisch mit dem Standort des Burgwalls im Polziner Busch ist, für den 1331 in einem Lehenbrief des Papstes Johann XXII. den Pommernherzögen ein Schloss bestätigt wurde, ist nicht eindeutig herzuleiten.
Die erste Burg wurde Ende des 13. Jahrhunderts als Grenzfeste, vermutlich von Bogislaw IV. errichtet, die als Bollwerk der Pommern vor Expansionsbestreben der Brandenburger fungieren sollte. Die Pommernherzöge belehnten 1337 zunächst die Familie von Wedel mit dem Besitz, bevor 1389 Angehörige der Familie von Zozenow und von Manteuffel als Besitzer angeführt wurden (nach anderen Quellen erfolgte der Verkauf bereits 1374). Seit dem 15. Jahrhundert besaßen Angehörige der Geschlechter Manteuffel und Glasenapp das Schloss, bevor es ganz in die Hände der Familie Manteuffel gelangte. Im Jahr 1466 von polnischen Söldnern besetzt, die von Erich II. nur unter großen Mühen vertrieben werden konnten, wurde es 1500 bei einem Brand der Stadt schwer beschädigt. Von seinem damaligen Besitzer Kurt (Konrad) von Manteuffel, Bruder des Camminer Bischofs Erasmus von Manteuffel, wurden anschließend, teils auf alten Fundamenten der historischen Burg, teils im Norden der Anhöhe, zwei neue Flügel erbaut.
Nachdem das Schlossgut nach und nach weniger Erträge abwarf, entschieden sich die damaligen Besitzer 1654 zum Verkauf eines Großteils ihres Polziner Güter, darunter das Schloss und Gut Polzin b mit seinen Wäldern, Äckern und Höfen, an Döring Jakob von Krockow. Seine Nachfahren bauten das Schloss im 18. Jahrhundert grundlegend um und bewohnten die Räumlichkeiten bis zum Verkauf im 19. Jahrhundert an die Stadt Polzin. Diese fand zunächst Verwendung der Gebäude als Postamt, bevor diese als kommunale Wohnungen bzw. als Kinderheim (1930) umgewidmet wurden. Der Umbau veränderte den Charakter der Anlage als barocke Residenz nachhaltig: ursprüngliche Fassaden- und Raumgestaltung wurden durch neue Wände und Veränderungen an Gebäudeöffnungen sukzessive verfremdet.
Nach Vertreibung der Deutschen aus den ehemaligen Ostgebieten im Zuge des Zweiten Weltkriegs, wurden die Wohnräume in den Obergeschossen bis 1947 von Kriegsflüchtlingen belegt. Nachfolgende Sanierungsarbeiten versuchten zunächst die Wiederherstellung unter Denkmalschutzaspekten, jedoch wurden auch hier, vermutlich aus Kostengründen, wesentliche Barockelemente rückgebaut bzw. vereinfacht wiederhergestellt. Nachdem die Anlage zuletzt zwischen 2007 und 2013 umfassend renoviert und um eine neue Außentreppenanlage am Hauptportal ergänzt wurde, sind die Räume heute als städtische Bibliothek und Galerie genutzt.

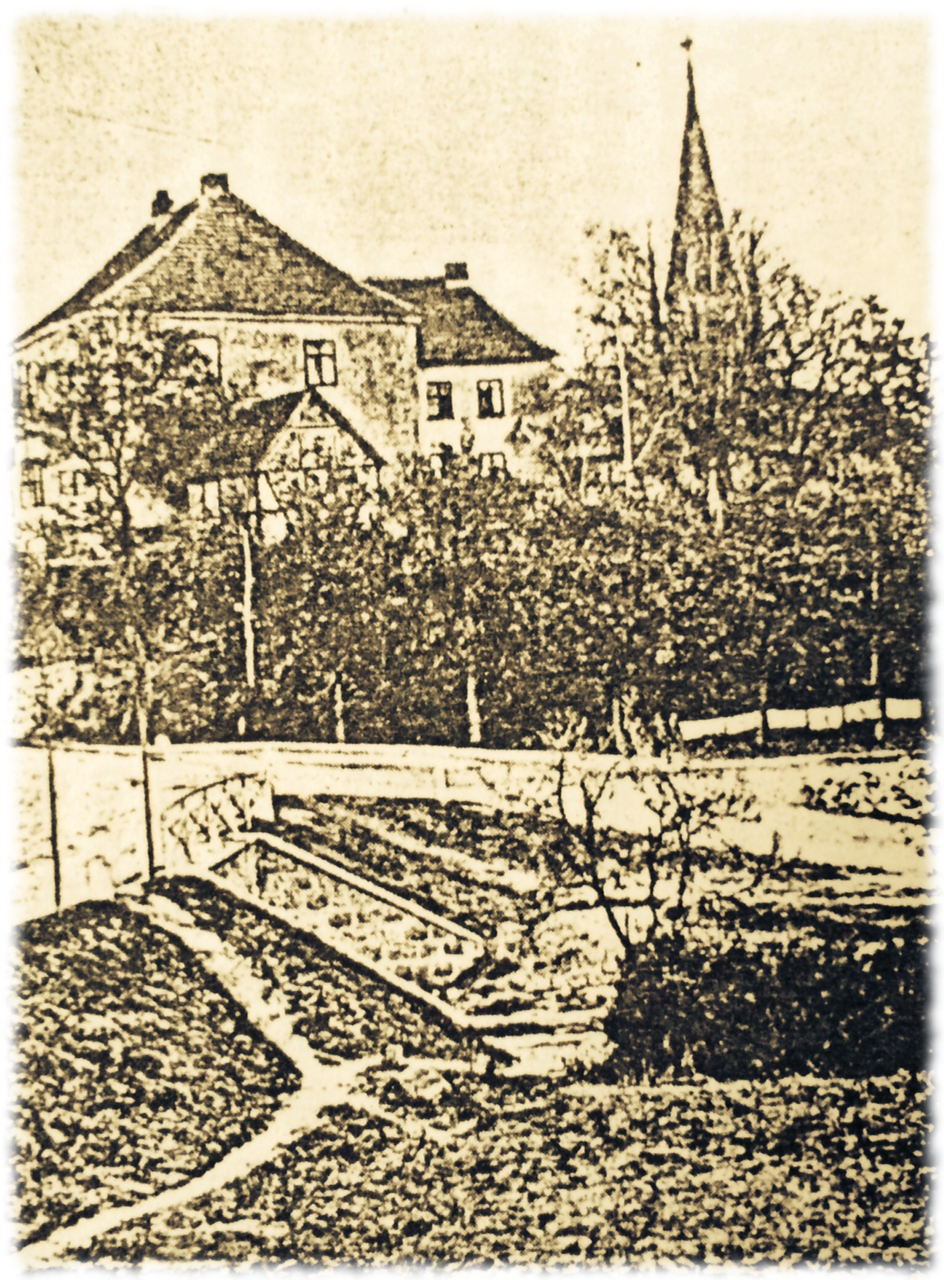
Historische Ansicht um 1900ː Südfassade
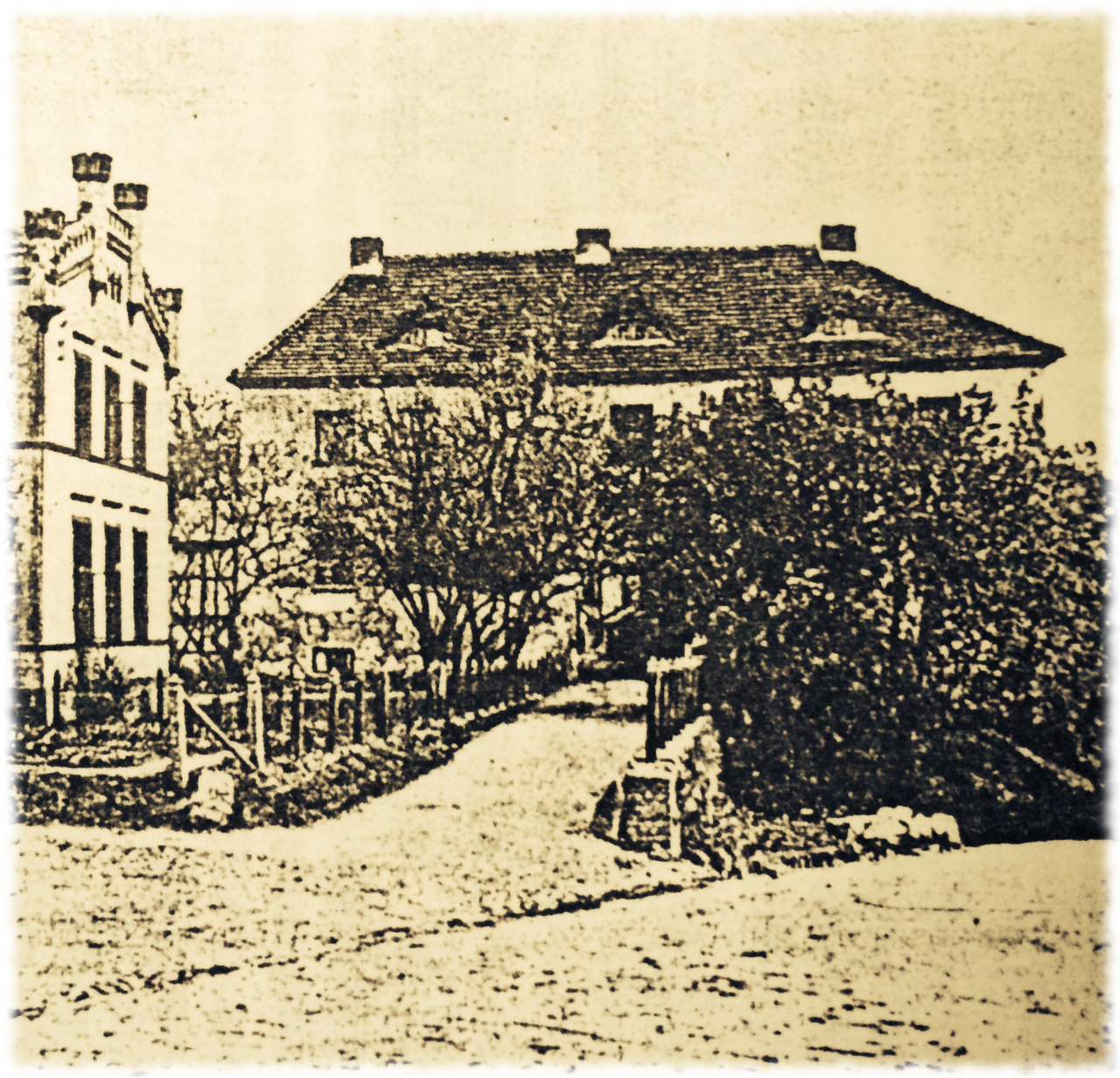
Historische Ansicht um 1900ː Nordfassade bzw. Torhaus mit ursprünglichen Gauben und Kaminen